# Karl-Wilhelm Dahm

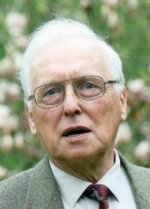
Karl-Wilhelm Dahm (2001)

Karl-Wilhelm Dahm (* 3. August 1931 in Kirchen, Siegerland) ist ein deutscher Theologe und Soziologe.

## Leben
Dahm wurde als Sohn des Pfarrers Wilhelm Dahm in Niederdresselndorf bei Burbach im südlichsten Zipfel Westfalens geboren. Dort wuchs er – wie sein Bruder, der Südostasienwissenschaftler Bernhard Dahm – in einem gegenüber dem Nationalsozialismus  engagiert widerständigen Pfarrhaus der Bekennenden Kirche bis zum Beginn des Studiums auf. Er schloss das Realgymnasium Dillenburg 1951 mit dem Abitur ab.
Das Studium der evangelischen Theologie, Soziologie und Geschichte in Wuppertal, Tübingen, Göttingen, Hamburg, Münster beendete er mit dem ersten theologischen Examen 1957 und dem zweiten theologischen Examen 1962. 1963 promovierte er mit der sozialwissenschaftlichen Dissertation Pfarrer und Politik – Studie zur sozialen Position und politischen Mentalität der deutschen evangelischen Pfarrer zwischen 1918 und 1933 in Münster zum Dr. phil. Während des Studiums wurde er Mitglied der liberalen Tübinger Burschenschaft Derendingia.
Neben einer wissenschaftlichen Assistenz an dem von dem Sozialethiker H. D. Wendland geleiteten  Institut für Christliche Gesellschaftswissenschaften der Universität Münster war er zeitgleich nebenamtlicher Dozent für Soziologie an der Pädagogischen Hochschule Siegen. 1967 wurde er Professor für Praktische Theologie / Kirchentheorie am Theologischen Seminar Herborn. 1975 wurde er zum ordentlichen Professor für Christliche Gesellschaftswissenschaften an der Evangelisch-Theologischen Fakultät der Westfälischen Wilhelms-Universität in Münster und zum Direktor des gleichnamigen Instituts berufen. 1996 wurde Dahm emeritiert, blieb aber kommissarisch Leiter des Instituts bis 2000.
Ab 1978 war Dahm mehrfach Gastprofessor an der Pacific School of Religion in Berkeley/USA und leitete jährlich mehrere Kompaktseminare zur Pfarrerfortbildung in protestantischen Kirchen Indonesiens (1981–2015). Von 2000 bis 2014 war er Adjunct Professor der Philippine Christian University in Manila.
Zum 60. Geburtstag wurde ihm eine erste Festschrift gewidmet, die von W. Marhold und M. Schibilsky herausgegeben wurde unter dem Titel Ethik – Wirtschaft – Kirche.
Zu seinem 80. Geburtstag wurde ihm 2011 eine zweite Festschrift unter dem Titel „Kirche zwischen Theorie, Praxis und Ethik“ gewidmet. Hrsg. von Dieter Becker und Peter Höhmann und mit einem Grußwort von Präses Nikolaus Schneider, Ratsvorsitzender der Evangelischen Kirche in Deutschland (EKD).

## Wirken

### Kirchentheorie und Berufssoziologie des Pfarrers
Dahms 1971 erschienenes Werk Beruf: Pfarrer fand in den 1970er Jahren in mehreren Auflagen weite Verbreitung. Dahm begründete hier eine funktionale Theorie des kirchlichen Handelns. Als funktionale Kirchentheorie rezipiert, verortet Dahm die Aufgaben der evangelischen Kirche und ihrer Pfarrer innerhalb der Gesellschaft. Die theologisch-pastoralen Aufgaben (Funktionen) des Pfarrers bestehen in empirischer Sicht in der Wertevermittlung und Lebensbegleitung. Beide Funktionsbereiche könnten und sollten nach Dahm im praktischen Handeln der Kirche stärker nutzbar gemacht und darum in der Pfarrerausbildung gründlich und kompetent vermittelt werden. Somit tritt die gesellschaftsrelevante Ausbildung für den Pfarrberuf, in der Dahm bis 1975 als Professor am theologischen Seminar Herborn (EKHN) tätig ist, stärker in den Vordergrund. Dahm intendiert eine theologische Ethik, die zu verantwortlichem Handeln Orientierungshilfe leistet. Präses Nikolaus Schneider hat dies in dem Satz zusammengefasst: "Es ging ihm um die Erdung der Theologie wie um die theologische Durchdringung funktionaler Theorieansätze."

### Ethik und Sozialverhalten
Dahm leitet von 1975 bis zu seiner Emeritierung im Jahr 1996 das Institut für Christliche Gesellschaftswissenschaften an der Westfälischen Wilhelms-Universität (später umbenannt in Institut für Ethik und angrenzende Sozialwissenschaften). Das Institut wurde 1955 gegründet und betreibt Forschung und Lehre auf dem Gebiet der Ethik im interdisziplinären Kontext.

## Mitgliedschaften und internationale Tätigkeiten
Dahm war langjährig Mitglied in den Synoden der EKD und der EKU. In mehreren wissenschaftlichen Organisationen wie der Althusius-Gesellschaft, der Societas Ethica, der Deutschen Gesellschaft für Pastoralpsychologie und des Deutschen Netzwerkes Wirtschaftsethik war er Gründungs- oder zeitweilig Vorstandsmitglied.

## Veröffentlichungen (Auswahl)

### Monografien
- Pfarrer und Politik – Soziale Position und politische Mentalität der deutschen evangelischen Pfarrer zwischen 1918 und 1933, Köln, Opladen 1965
- Beruf: Pfarrer – Empirische Aspekte, München 1971, 2. Aufl. 1972, 3. Aufl. 1974
- Religion – System und Sozialisation, Darmstadt/Neuwied 1972 (gemeinsam mit Niklas Luhmann und Dieter Stoodt)
- Evangelische Kirche im gesellschaftlichen Wandel – Herausforderungen an Kirchenverständnis, Pfarrberuf, christliche Ethik, Frankfurt 2015. ISBN 978-3-936985-34-4.

### Wissenschaftliche Aufsätze
Eine Übersicht enthält die Bibliographie Karl-Wilhelm Dahm in: Marhold / Schibilsky, Ethik, Wirtschaft, Kirche. 1991.
Eine weitere Bibliographie enthält die Festschrift zum 80. Geburtstag (2011). Eine Sammlung von Aufsätzen (bis 2015) enthält der Sammelband Evangelische Kirche im Gesellschaftlichen Wandel  –  Herausforderungen an Kirchenverständnis, Pfarrberuf, christliche Ethik (2015).
Weitere Aufsätze:
- 2015:  50 Jahre Societas Ethica. In Evangelische Ethik (2015)
- 2018:  Aktuelle Wirkungen der Reformation in Indonesien. In: Globale Wirkungen der Reformation. Jahrbuch Sozialer Protestantismus. Band 11. Leipzig 2018. S. 180–196. ISBN 978-3-374-05606-4. Übersetzt in Bahasa Indonesia. 2020.
- 2018:  Protestantismus auf den Philippinen. In: Globale Wirkungen der Reformation. Jahrbuch Sozialer Protestantismus Band 11. Leipzig 2018. S. 197–217. Übersetzt in English Language 2019.

### Herausgeberschaften
- Reihe Empirie und Kirchliche Praxis (EuKP), gemeinsamer herausgegeben mit Dieter Becker und Peter Höhmann.
- Das Jenseits der Gesellschaft. Religion im Prozeß sozialwissenschaftlicher Kritik, München 1975 (gemeinsam herausgegeben mit Volker Drehsen u. Günter Kehrer).
- Politische Theorie des Johannes Althusius. Gemeinsam herausgegeben mit Werner Krawietz und Dieter Wyduckel, Berlin 1988.